# 七面坂心中
『七面坂心中』（しちめんざかしんじゅう）は、日本の小説家、水沫流人のデビュー作。

## 概要
第1回『幽』怪談文学賞で長編部門優秀賞を受賞。2007年5月16日、同名の単行本としてメディアファクトリーから刊行。

## ストーリー
新宿の風俗店でチラシ配りをしている済は、谷中の墓地で和服姿の美しい女性に出会う。かつてその場所では心中事件があったのだという。ある日、居酒屋で出会った男から、“のぞき”の技を伝授され――。

## 登場人物
済（わたる）
風俗店でチラシ配りのアルバイトをしている失業者。事務機器メーカーで働いていたが、リストラされる。
井出　　　　　
チラシ配りを5年間続けているという40代の男。
カッちゃん　　
本名は香津子。ホテトル嬢をしながら女優をしている。痩せぎすで身長は170 センチ近く。普段は眼鏡をしている。